# Saint-Étienne-de-Puycorbier
Pour les articles homonymes, voir Saint-Étienne (homonymie).
Saint-Étienne-de-Puycorbier est une commune française située dans le département de la Dordogne, en région Nouvelle-Aquitaine.

## Géographie

### Généralités
La commune de Saint-Étienne-de-Puycorbier est située dans l'ouest du département de la Dordogne, en forêt de la Double.
À proximité de la route départementale (RD) 40, le hameau de Saint-Étienne-de-Puycorbier se situe, en distances orthodromiques, sept kilomètres au nord-nord-ouest de Mussidan et seize kilomètres au nord-est de Montpon-Ménestérol.
Le territoire communal est également desservi au sud par la RD 38 et par le sentier de grande randonnée GR 646.

### Communes limitrophes
Saint-Étienne-de-Puycorbier est limitrophe de cinq autres communes. Au sud-ouest, son territoire est distant de moins de 750 mètres de celui de Saint-Laurent-des-Hommes.
|                        | Saint-André-de-Double       |                        |
| Saint-Michel-de-Double | Saint-Étienne-de-Puycorbier | Beauronne              |
|                        | Saint-Martin-l'Astier       | Saint-Front-de-Pradoux |

### Géologie et relief

#### Géologie
Situé sur la plaque nord du Bassin aquitain et bordé à son extrémité nord-est par une frange du Massif central, le département de la Dordogne présente une grande diversité géologique. Les terrains sont disposés en profondeur en strates régulières, témoins d'une sédimentation sur cette ancienne plate-forme marine. Le département peut ainsi être découpé sur le plan géologique en quatre gradins différenciés selon leur âge géologique. Saint-Étienne-de-Puycorbier est située dans le quatrième gradin à partir du nord-est, un plateau formé de dépôts siliceux-gréseux et de calcaires lacustres de l'ère tertiaire.
Les couches affleurantes sur le territoire communal sont constituées de formations superficielles du Quaternaire et de roches sédimentaires datant du Cénozoïque. La formation la plus ancienne, notée e5-6, est la formation de Guizengeard supérieur (Lutétien supérieur à Bartonien supérieur continental). La formation la plus récente, notée CF, fait partie des formations superficielles de type colluvions indifférenciées sablo-argileuses et argilo-sableuses. Le descriptif de ces couches est détaillé dans  la feuille « no 781 - Montpon-Ménestérol » de la carte géologique au 1/50 000 de la France métropolitaine, et sa notice associée.

Carte géologique de Saint-Étienne-de-Puycorbier.

#### Relief et paysages

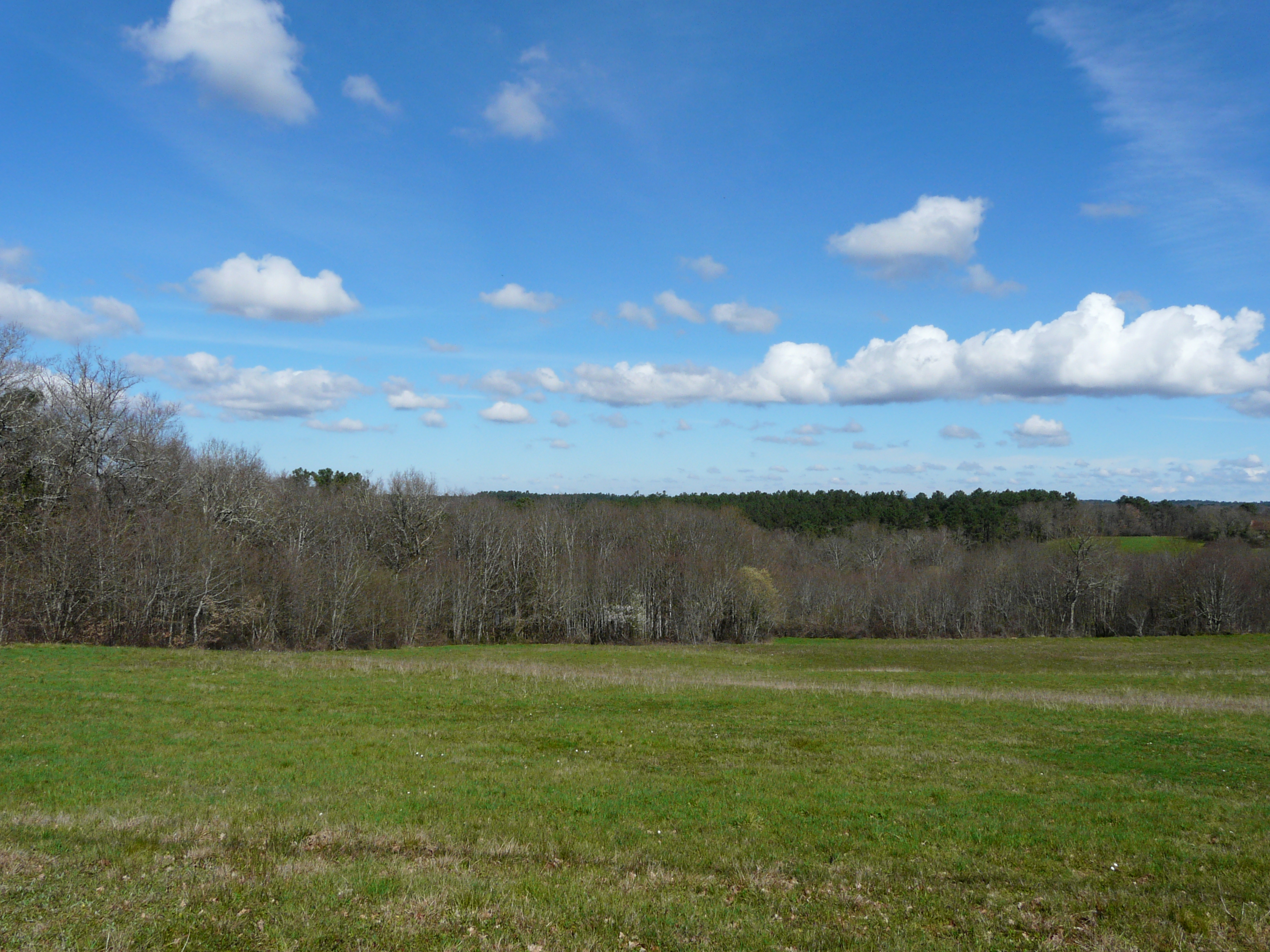
La forêt de la Double sur le territoire communal.

Le département de la Dordogne se présente comme un vaste plateau incliné du nord-est (491 m, à la forêt de Vieillecour dans le Nontronnais, à Saint-Pierre-de-Frugie) au sud-ouest (2 m à Lamothe-Montravel). L'altitude du territoire communal varie quant à elle entre 50 m au sud-ouest, près du lieu-dit Fougeraud, là où le Grolet quitte la commune pour servir de limite entre celles de Saint-Martin-l'Astier et Saint-Michel-de-Double, et 157 m à l'extrême sud-est, près du lieu-dit Colombat, en limite des communes de Saint-Front-de-Pradoux et de Saint-Martin-l'Astier.
Dans le cadre de la Convention européenne du paysage entrée en vigueur en France le 1er juillet 2006, renforcée par la loi du 8 août 2016 pour la reconquête de la biodiversité, de la nature et des paysages, un atlas des paysages de la Dordogne a été élaboré sous maîtrise d’ouvrage de l’État et publié en octobre 2020. Les paysages du département s'organisent en huit unités paysagères,. La commune fait partie de la Double, au sein de l'unité de paysage « La Double et le Landais », deux plateaux ondulés, dont la pente générale descend de l'est vers l'ouest. À l'est, les altitudes atteignent ainsi les 200 m pour les plus élevées (233 m au sud de Tocane-Saint-Apre). Vers l'ouest, le relief s’adoucit et les altitudes maximales culminent autour des 100 m. Les paysages sont forestiers aux horizons limités, avec peu de repères, ponctués de clairières agricoles habitées.
La superficie cadastrale de la commune publiée par l'Insee, qui sert de référence dans toutes les statistiques, est de 13,54 km2,,. La superficie géographique, issue de la BD Topo, composante du Référentiel à grande échelle produit par l'IGN, est également de 13,54 km2.

### Hydrographie

#### Réseau hydrographique
La commune est située dans le bassin de la Dordogne au sein du Bassin Adour-Garonne. Elle est drainée par le Grolet, le ruisseau de la Boulbène, la Mouline et par divers petits cours d'eau, qui constituent un réseau hydrographique de 21 km de longueur totale,.
Le Grolet, d'une longueur totale de 14,32 km, prend sa source dans la commune de Saint-André-de-Double et se jette en rive droite de l'Isle en limite des communes de Saint-Martin-l'Astier et de Saint-Laurent-des-Hommes, face à Saint-Médard-de-Mussidan,. Il borde la commune à l'ouest sur 6 km, face à Saint-Michel-de-Double.
Son affluent de rive gauche la Boulbène traverse la commune du nord-est à l'ouest sur 4 km, lui servant de limite territoriale sur 2 km, face à Beauronne.
Autre affluent de rive gauche du Grolet, la Mouline prend sa source dans le sud de la commune et l'arrose sur près de 3 km.

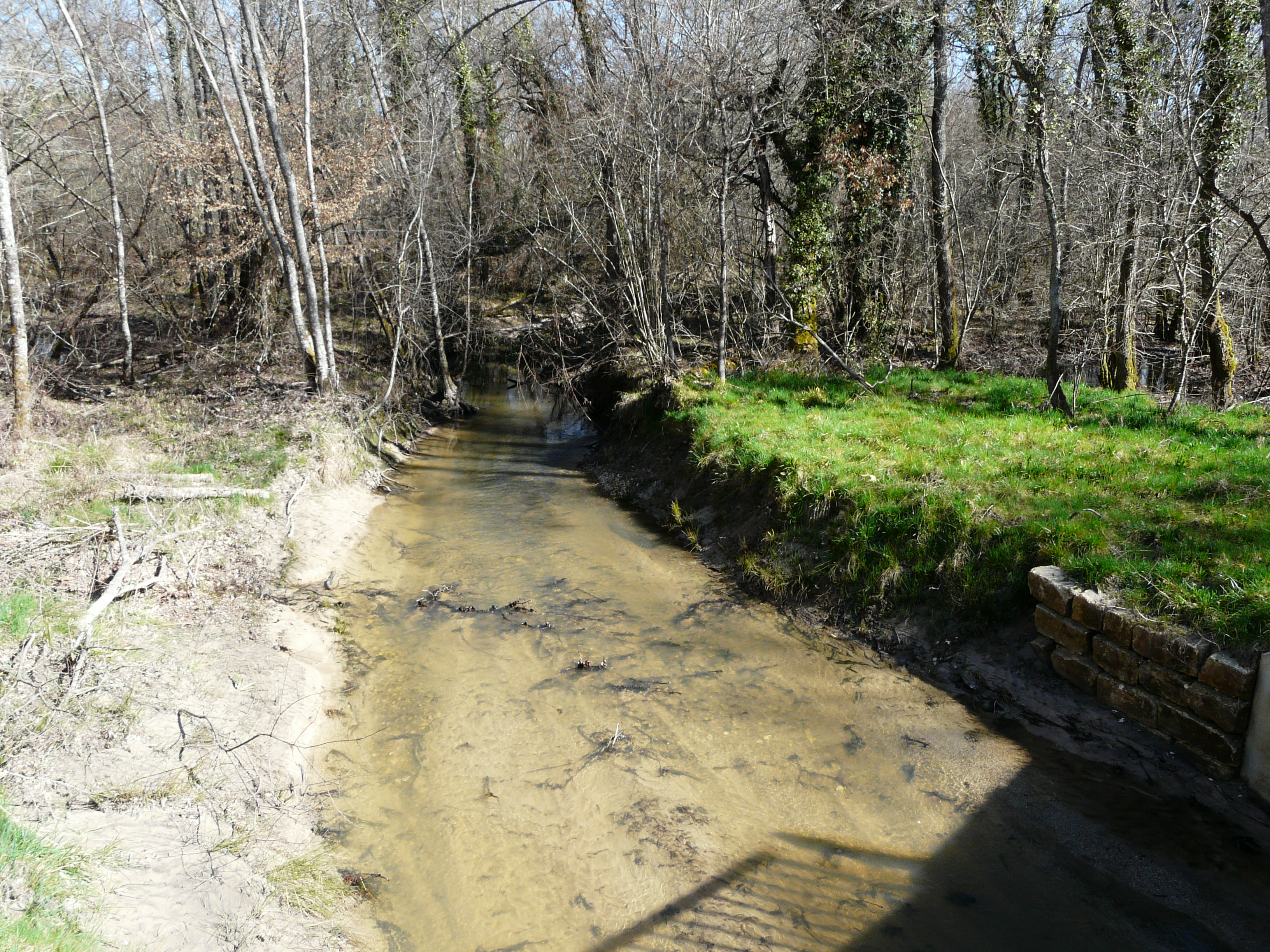
Le Grolet en limite de Saint-Étienne-de-Puycorbier et de Saint-Michel-de-Double au pont de la RD 38.
Réseaux hydrographique et routier de Saint-Étienne-de-Puycorbier.

#### Gestion et qualité des eaux
Le territoire communal est couvert par le schéma d'aménagement et de gestion des eaux (SAGE) « Isle - Dronne ». Ce document de planification, dont le territoire regroupe les bassins versants de l'Isle et de la Dronne, d'une superficie de 7 500 km2, a été approuvé le 2 août 2021. La structure porteuse de l'élaboration et de la mise en œuvre est l'établissement public territorial de bassin de la Dordogne (EPIDOR). Il définit sur son territoire les objectifs généraux d’utilisation, de mise en valeur et de protection quantitative et qualitative des ressources en eau superficielle et souterraine, en respect des objectifs de qualité définis dans le troisième SDAGE  du Bassin Adour-Garonne qui couvre la période 2022-2027, approuvé le 10 mars 2022.
La qualité des eaux de baignade et des cours d’eau peut être consultée sur un site dédié géré par les agences de l’eau et l’Agence française pour la biodiversité.

### Climat
Pour des articles plus généraux, voir Climat de la Nouvelle-Aquitaine et Climat de la Dordogne.
Historiquement, la commune est exposée à un climat océanique aquitain.  
En 2020, Météo-France publie une typologie des climats de la France métropolitaine dans laquelle la commune est dans une zone de transition entre le climat océanique et le climat océanique altéré et est dans la région climatique  Aquitaine, Gascogne, caractérisée par une pluviométrie abondante au printemps, modérée en automne, un faible ensoleillement au printemps, un été chaud (19,5 °C), des vents faibles, des brouillards fréquents en automne et en hiver et des orages fréquents en été (15 à 20 jours).
Pour la période 1971-2000, la température annuelle moyenne est de 12,4 °C, avec  une amplitude thermique annuelle de 14,7 °C. Le cumul annuel moyen de précipitations est de 892 mm, avec 11,6 jours de précipitations en janvier et 6,9 jours en juillet. Pour la période 1991-2020, la température moyenne annuelle observée sur la station météorologique la plus proche, située sur la commune de Saint-Martin-de-Ribérac à 15 km à vol d'oiseau, est de 13,5 °C et le cumul annuel moyen de précipitations est de 916,6 mm,. Pour l'avenir, les paramètres climatiques de la commune estimés pour 2050 selon différents scénarios d’émission de gaz à effet de serre sont consultables sur un site dédié publié par Météo-France en novembre 2022.

## Urbanisme

### Typologie
Au 1er janvier 2024, Saint-Étienne-de-Puycorbier est catégorisée commune rurale à habitat très dispersé, selon la nouvelle grille communale de densité à 7 niveaux définie par l'Insee en 2022.
Elle est située hors unité urbaine et hors attraction des villes,.

### Occupation des sols
L'occupation des sols de la commune, telle qu'elle ressort de la base de données européenne d’occupation biophysique des sols Corine Land Cover (CLC), est marquée par l'importance des forêts et milieux semi-naturels (72,4 % en 2018), en augmentation par rapport à 1990 (69,6 %). La répartition détaillée en 2018 est la suivante : 
forêts (68,9 %), zones agricoles hétérogènes (16,6 %), prairies (11,1 %), milieux à végétation arbustive et/ou herbacée (3,5 %). L'évolution de l’occupation des sols de la commune et de ses infrastructures peut être observée sur les différentes représentations cartographiques du territoire : la carte de Cassini (XVIIIe siècle), la carte d'état-major (1820-1866) et les cartes ou photos aériennes de l'IGN pour la période actuelle (1950 à aujourd'hui).

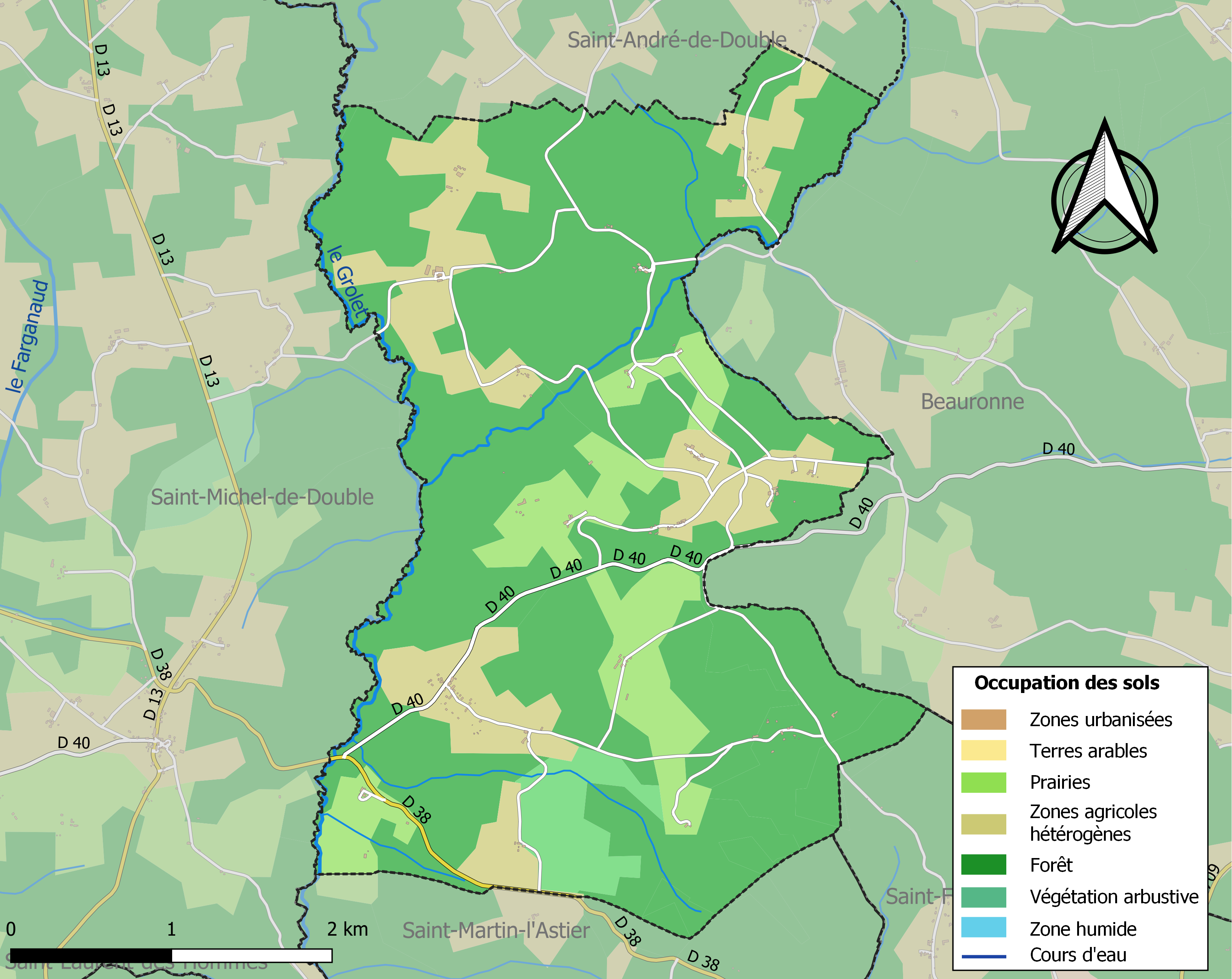
Carte des infrastructures et de l'occupation des sols de la commune en 2018 (CLC).

### Prévention des risques
Le territoire de la commune de Saint-Étienne-de-Puycorbier est vulnérable à différents aléas naturels : météorologiques (tempête, orage, neige, grand froid, canicule ou sécheresse), feux de forêts, mouvements de terrains et séisme (sismicité très faible). Un site publié par le BRGM permet d'évaluer simplement et rapidement les risques d'un bien localisé soit par son adresse soit par le numéro de sa parcelle.
Saint-Étienne-de-Puycorbier est exposée au risque de feu de forêt. L’arrêté préfectoral du 14 mars 2013 fixe les conditions de pratique des incinérations et de brûlage dans un objectif de réduire le risque de départs d’incendie. À ce titre, des périodes sont déterminées : interdiction totale du 15 février au 15 mai et du 15 juin au 15 octobre, utilisation réglementée du 16 mai au 14 juin et du 16 octobre au 14 février. En septembre 2020, un plan inter-départemental de protection des forêts contre les incendies (PidPFCI) a été adopté pour la période 2019-2029,.

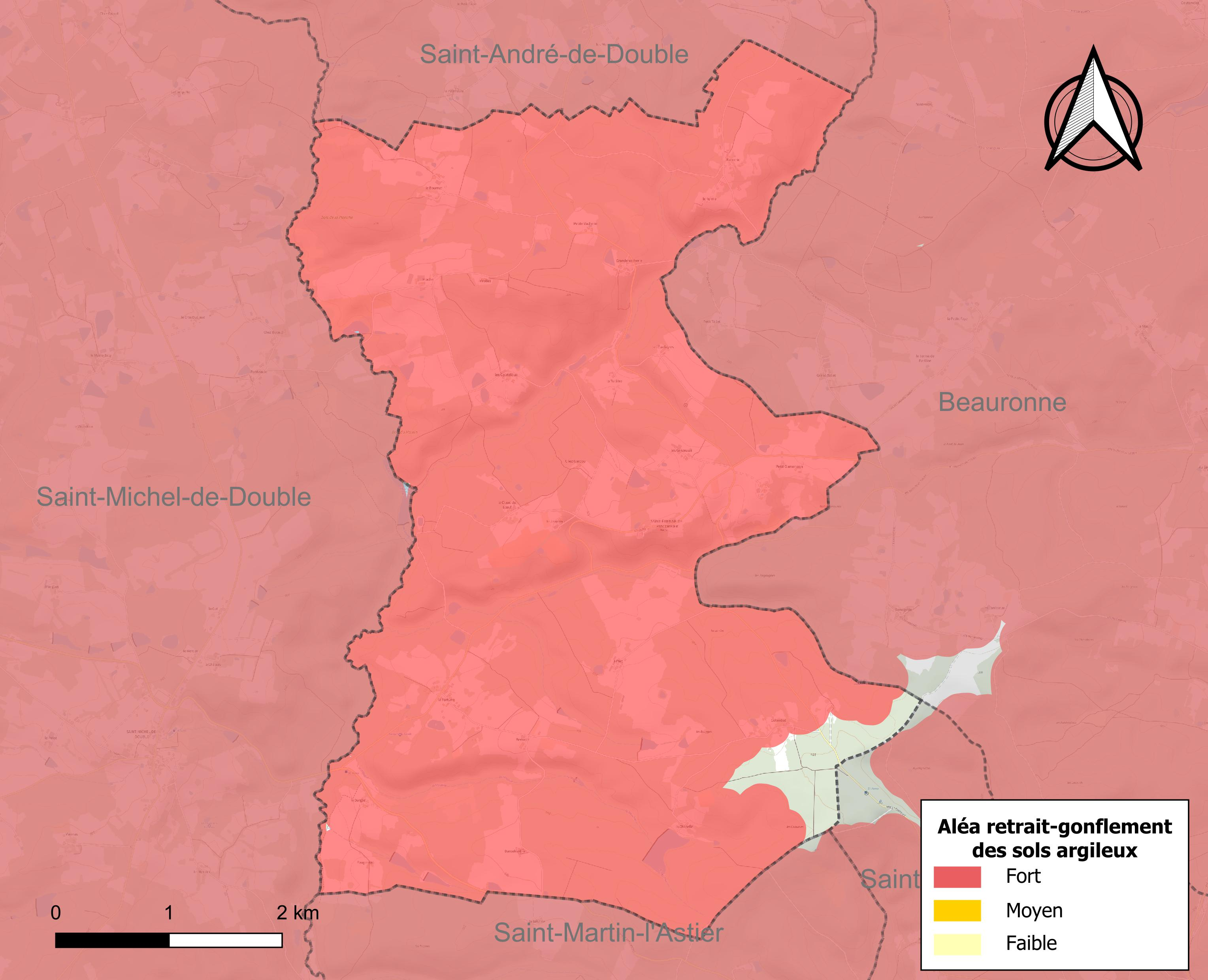
Carte des zones d'aléa retrait-gonflement des sols argileux de Saint-Étienne-de-Puycorbier.

Les mouvements de terrains susceptibles de se produire sur la commune sont des tassements différentiels. Le retrait-gonflement des sols argileux est susceptible d'engendrer des dommages importants aux bâtiments en cas d’alternance de périodes de sécheresse et de pluie. 97,3 % de la superficie communale est en aléa moyen ou fort (58,6 % au niveau départemental et 48,5 % au niveau national métropolitain). Depuis le 1er octobre 2020, en application de la loi ÉLAN, différentes contraintes s'imposent aux vendeurs, maîtres d'ouvrages ou constructeurs de biens situés dans une zone classée en aléa moyen ou fort,.
La commune a été reconnue en état de catastrophe naturelle au titre des dommages causés par les inondations et coulées de boue survenues en 1982 et 1999, par la sécheresse en 1989, 1992 et 2011 et par des mouvements de terrain en 1999.

## Toponymie
Le nom de la commune fait référence à saint Étienne alors que « Puycorbier » provient de « puy », dérivé de podium signifiant « colline », et de « corbier », en rapport avec les corbeaux ou tiré d'un nom de personne. Ainsi Puycorbier pourrait signifier soit la « colline aux corbeaux », soit la « colline de Corbier ».
En occitan, la commune porte le nom de Sent Estefe de Puei Corbier.

## Histoire
Les gallo-romains ont laissé quelques traces de présence sur le territoire de la commune.
La première mention de Puycorbier remonte au XIIIe siècle sous la forme « Poi Corber », suivie de « Corbene » à la fin du siècle suivant, puis de « Podium Corbier » au milieu du XVIe siècle.
Lors de la Seconde Guerre mondiale, la commune fut un lieu important de la Résistance à l'occupant en Dordogne.
Un maquis des Francs-tireurs et partisans (FTP) avait installé un camp au lieu-dit Virolle(s). Le 27 juillet 1944, vingt-neuf résistants de ce camp meurent au village d'Espinasse, à Saint-Germain-du-Salembre, face aux Allemands, renforcés de la Légion nord-africaine. En souvenir, un mémorial de la Résistance a été érigé à Virolle(s).

## Politique et administration

### Intercommunalité
Fin 2002, Saint-Étienne-de-Puycorbier intègre dès sa création la communauté de communes du Mussidanais en Périgord. Celle-ci disparaît au 31 décembre 2016, remplacée au 1er janvier 2017 par la communauté de communes Isle et Crempse en Périgord.

### Administration municipale
La population de la commune étant comprise entre 100 et 499 habitants au recensement de 2017, onze conseillers municipaux ont été élus en 2020,.

### Liste des maires
| Période                                  | Période  | Identité         | Étiquette | Qualité             |
| ---------------------------------------- | -------- | ---------------- | --------- | ------------------- |
| Les données manquantes sont à compléter. |          |                  |           |                     |
|                                          |          |                  |           |                     |
| 1995                                     | 2008     | Guy Dumas        | PCF       |                     |
| 2008                                     | mai 2020 | Daniel Tournier  | SE        | Exploitant agricole |
| mai 2020                                 | En cours | Dominique Degeix |           |                     |

## Équipements et services publics

### Justice
Dans le domaine judiciaire, Saint-Étienne-de-Puycorbier relève : 
- du tribunal judiciaire, du tribunal pour enfants, du conseil de prud'hommes et du tribunal de commerce de Périgueux ;
- du pôle Nationalité du tribunal judiciaire de Périgueux (compétent uniquement dans le domaine de la nationalité) ;
- de la cour d'appel, du tribunal administratif et de la  cour administrative d'appel de Bordeaux.

## Population et société

### Démographie
L'évolution du nombre d'habitants est connue à travers les recensements de la population effectués dans la commune depuis 1793. Pour les communes de moins de 10 000 habitants, une enquête de recensement portant sur toute la population est réalisée tous les cinq ans, les populations de référence des années intermédiaires étant quant à elles estimées par interpolation ou extrapolation. Pour la commune, le premier recensement exhaustif entrant dans le cadre du nouveau dispositif a été réalisé en 2007.

En 2022, la commune comptait 109 habitants, en stagnation par rapport à 2016 (Dordogne : +0,37 %, France hors Mayotte : +2,11 %).
| 1793 | 1800 | 1806 | 1821 | 1831 | 1836 | 1841 | 1846 | 1851 |
| ---- | ---- | ---- | ---- | ---- | ---- | ---- | ---- | ---- |
| 315  | 233  | 269  | 273  | 339  | 289  | 277  | 300  | 303  |

| 1856 | 1861 | 1866 | 1872 | 1876 | 1881 | 1886 | 1891 | 1896 |
| ---- | ---- | ---- | ---- | ---- | ---- | ---- | ---- | ---- |
| 294  | 310  | 315  | 278  | 264  | 272  | 249  | 239  | 251  |

| 1901 | 1906 | 1911 | 1921 | 1926 | 1931 | 1936 | 1946 | 1954 |
| ---- | ---- | ---- | ---- | ---- | ---- | ---- | ---- | ---- |
| 247  | 231  | 229  | 183  | 180  | 162  | 179  | 162  | 138  |

| 1962 | 1968 | 1975 | 1982 | 1990 | 1999 | 2006 | 2007 | 2012 |
| ---- | ---- | ---- | ---- | ---- | ---- | ---- | ---- | ---- |
| 151  | 124  | 99   | 117  | 118  | 113  | 103  | 102  | 116  |

| 2017 | 2022 | - | - | - | - | - | - | - |
| ---- | ---- | - | - | - | - | - | - | - |
| 106  | 109  | - | - | - | - | - | - | - |

## Économie

### Emploi
En 2015, parmi la population communale comprise entre 15 et 64 ans, les actifs représentent cinquante personnes, soit 44,6 % de la population municipale. Le nombre de chômeurs (cinq) a diminué par rapport à 2010 (sept) et le taux de chômage de cette population active s'établit à 10,6 %.

### Établissements
Au 31 décembre 2015, la commune compte seize établissements, dont neuf dans l'agriculture, la sylviculture ou la pêche, cinq au niveau des commerces, transports ou services, un dans l'industrie, et un relatif au secteur administratif.

## Culture locale et patrimoine

### Lieux et monuments
- Église Saint-Étienne.
- Mémorial de la Résistance : ce monument s'élève à l'endroit où les maquisards de la Double appartenant au 4e régiment FTP avaient organisé leur camp. Au plus fort des combats, au printemps et en été 1944, lorsque la mission des résistants de l'intérieur consistait à retarder la montée des renforts allemands vers la Normandie, le camp de Virolles avait un effectif de plus de 600 hommes. Un rassemblement commémoratif y a lieu chaque 1er dimanche de juillet.

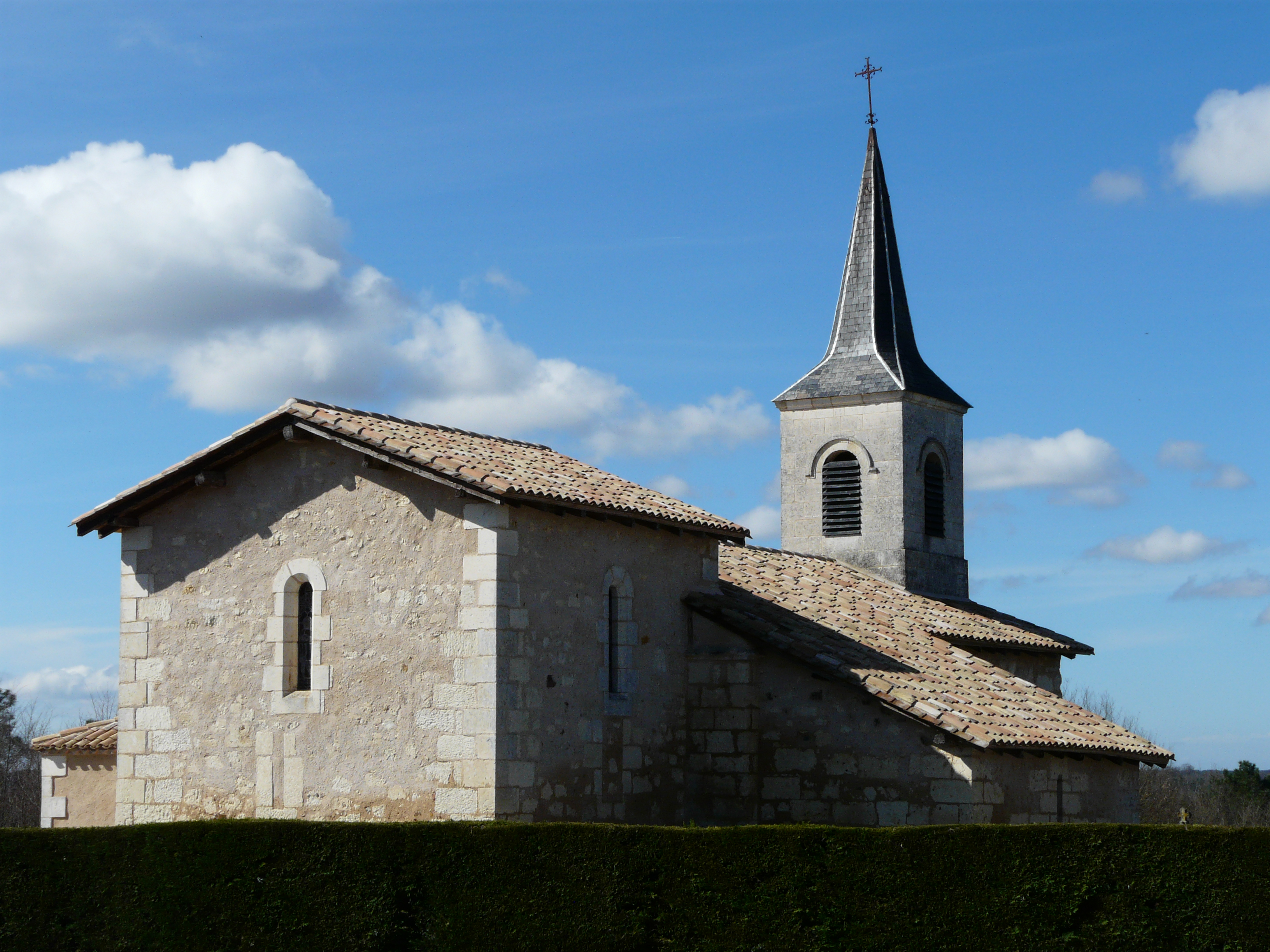
L'église Saint-Étienne.
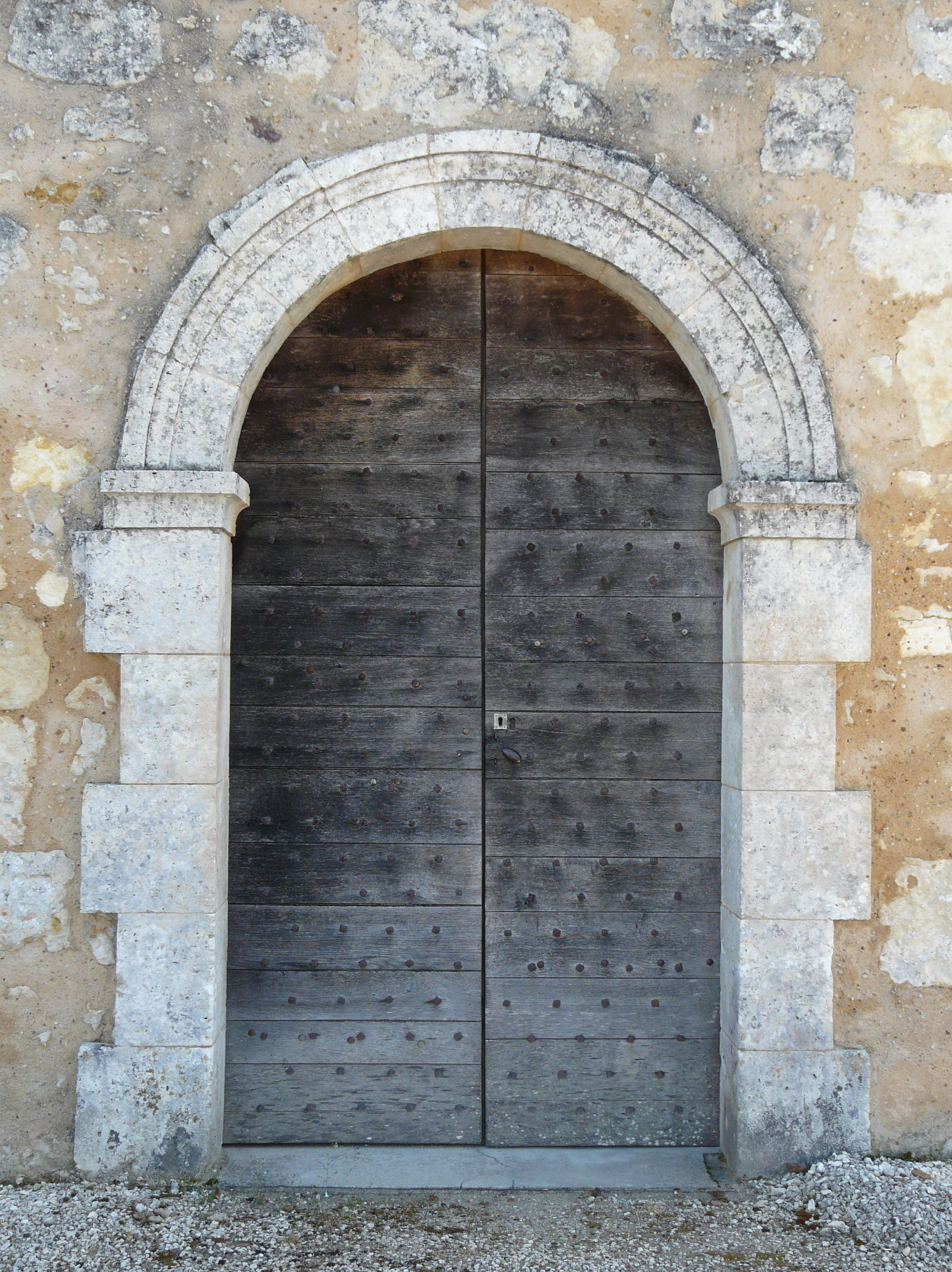
Le portail de l'église.

### Patrimoine naturel

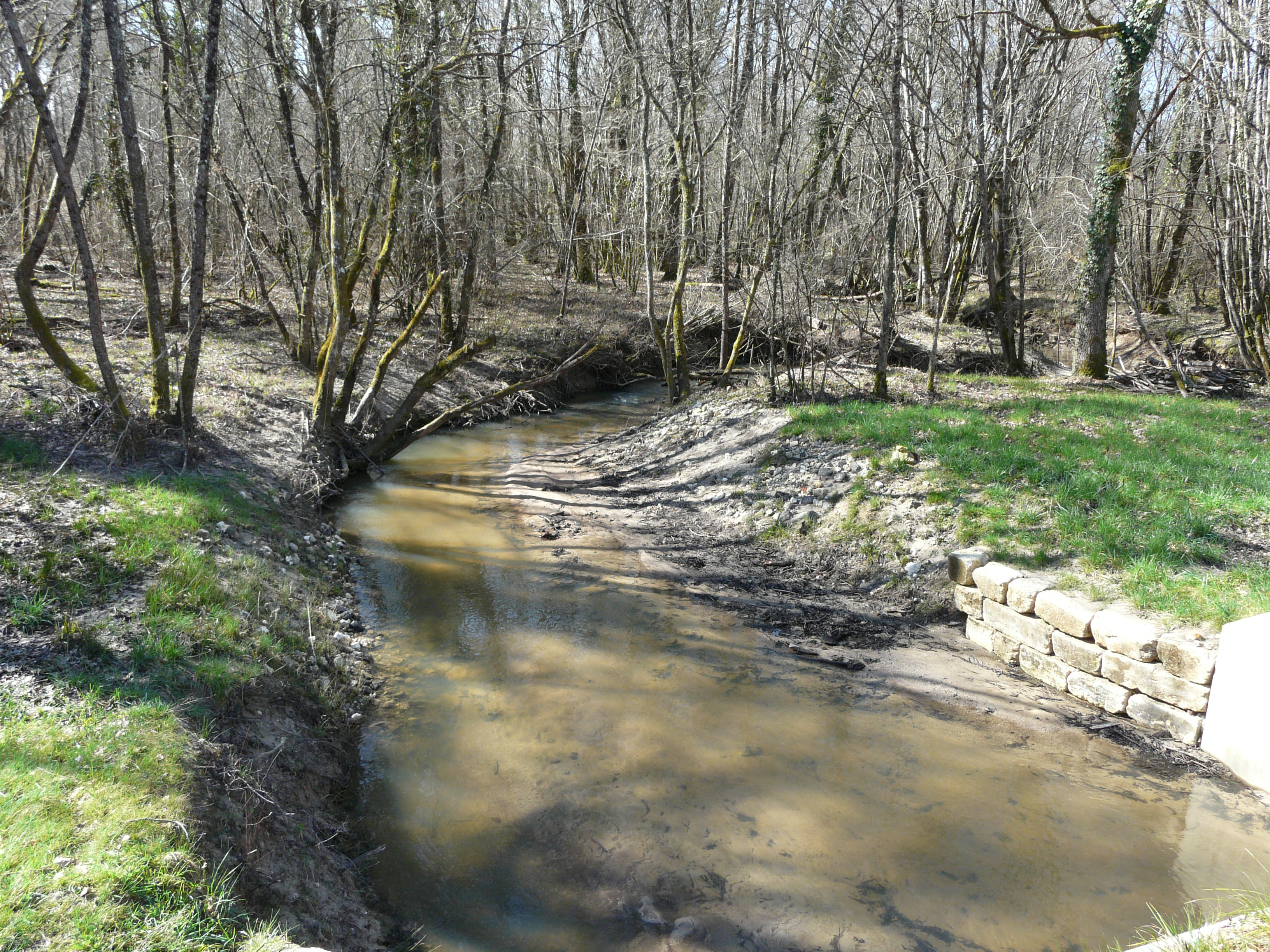
Le Grolet en limites de Saint-Étienne-de-Puycorbier et de Saint-Michel-de-Double.

Longeant le territoire communal à l'ouest, le Grolet fait partie, avec ses affluents le ruisseau de la Boulbène et la Mouline, des vallées de la Double, considérées comme site important par le réseau Natura 2000 pour la conservation d'espèces animales européennes menacées. On peut y trouver notamment la cistude d'Europe (Emis orbicularis), l'écrevisse à pattes blanches (Austropotamobius pallipes), la loutre (Lutra lutra), le vison d'Europe (Mustela lutreola), le chabot commun (Cottus gobio) ou encore la lamproie de Planer (Lampetra planeri).

## Pour approfondir